# Telmatoscopus svaneticus
Telmatoscopus svaneticus är en tvåvingeart som beskrevs av Jezek 1989. Telmatoscopus svaneticus ingår i släktet Telmatoscopus och familjen fjärilsmyggor. Inga underarter finns listade i Catalogue of Life.